# Марко Мікачич
Марко Мікачич (хорв. Marko Mikačić, нар. 14 листопада 1911, Спліт  — пом. 1946, там само) —  югославський футболіст, що грав на позиції захисника. Відомий виступами за клуб «Хайдук», а також національну збірну Югославії. Чемпіон Югославії. 

## Клубна кар'єра
Дебютував у офіційному матчі в складі «Хайдука» 28 жовтня 1928 року у матчі чемпіонату Спліта проти клубу ХАШК (Спліт). «Хайдук» переміг з рахунком 14:0, а Мікачич зіграв на позиції нападника і забив 9 голів. Цікаво, що у наступні роки Марко зіграє за свій клуб більше 70-ти офіційних матчі і заб’є у них лише 2 голи. Таке зниження результативності гравця є природним, бо Мікачич у подальшому переважно виступав у захисті, або, рідше, у півзахисті.  
В 1929 році футболіст здобув з командою титул чемпіона Югославії. Марко зіграв у всіх десяти (з врахуванням двох матчів кваліфікації) матчах того чемпіонату. Ще двічі був срібним призером чемпіонату в 1932 і 1933 роках. Неодноразово Мікачич здобував з командою перемоги у чемпіонаті Спліта. 
Загалом у складі «Хайдука» зіграв у 1928–1935  роках 171 матч і забив 25 м'ячів. Серед них 58 матчів у чемпіонаті Югославії, 8 матчів і 10 голів у чемпіонаті Спліта, 7 матчів і 1 гол у Кубку югославської федерації, 98 матчів і 14 голів у інших турнірах і товариських іграх. 
| Дата       | Місто   | Господарі | Результат | Гості     | Турнір            | Голи | Примітки |
| ---------- | ------- | --------- | --------- | --------- | ----------------- | ---- | -------- |
| 16.11.1930 | Софія   | Болгарія  | 0 – 3     | Югославія | Балканський кубок | -    |          |
| 21.05.1931 | Белград | Югославія | 3 – 2     | Угорщина  | товариський матч  | -    |          |
| 28.06.1931 | Загреб  | Югославія | 2 – 4     | Румунія   | Балканський кубок | -    |          |
| Усього     |         | Матчів    | 3         |           | Голів             | 0    |          |

Був убитий у 1946 році.

## Трофеї і досягнення
- Чемпіон Югославії: 1929
- Срібний призер чемпіонату Югославії: 1931-1932, 1932-1933
- Чемпіон футбольної асоціації Спліта[4]: 1928 (о), 1929 (в), 1929 (о), 1930 (в), 1930 (о)
- Срібний призер Балканського кубка: 1929–31